# Martti Ahtisaari
Martti Oiva Kalevi Ahtisaari (Viipuri, Finlàndia, 23 de juny de 1937 - Hèlsinki, 16 d'octubre de 2023) fou un polític finlandès, que esdevingué el 10è President de Finlàndia entre 1994 i 2000. El 2008 fou guardonat amb el Premi Nobel de la Pau.

## Biografia
Nasqué el 23 de juny de 1937 a la ciutat de Viipuri, població que en aquells moments formava part de Finlàndia i que avui en dia forma part de Rússia i rep el nom de Výborg. La guerra de Continuació va provocar la separació de la família i el trasllat de Martti, juntament amb la seva mare, a la ciutat d'Oulu, on ingressà a l'Associació Cristiana de Joves (YMCA). Després de finalitzar la seva participació en l'exèrcit, en el qual va esdevenir capità, inicià els seus estudis de magisteri mitjançant cursos a distància, graduant-se el 1959.

### Activitat social
El 1960 es traslladà a Karachi per a dirigir un centre de la YMCA. Retornà a Finlàndia el 1963, moment en el qual inicià la seva participació en organitzacions encarregades de l'ajuda als països en vies de desenvolupament. El 1965 ingressà al Ministeri de Relacions Exteriors de Finlàndia, concretament a l'Oficina d'Ajuda al Desenvolupament Internacional, convertint-se en l'ajudant del cap de departament.

### Carrera diplomàtica
El 1973 fou nomenat pel president Urho Kekkonen ambaixador de Finlàndia a Tanzània, estenent el seu àmbit d'actuació a Zàmbia, Moçambic i Somàlia. Durant el seu mandat (1973-1977) va establir contactes amb el grup independentista namibi SWAPO a Dar es Salaam. El 1977 va ser nomenat Comissionat de les Nacions Unides per a Namíbia, amb seu a Nova York, en substitució de Seán MacBride, servint en el càrrec fins al 1981. La Sud-àfrica de l'apartheid, que va tenir lloc entre 1915 i 1990, la Sud-àfrica del Sud-oest (colònia anterior a la independència) no reconegueren Ahtisaari en el seu càrrec així com els seus successors.
Entre 1984 i 1986 fou nomenat Sub-secretari d'Estat de Cooperació Internacional per al Desenvolupament al Ministeri de Relacions Exteriors de Finlàndia, esdevenint el gener de 1987 Secretari General Adjunt d'Administració i Gestió de les Nacions Unides, càrrec designat per Javier Pérez de Cuéllar i que ocupà fins al 30 de juny de 1991.
A la mort del comissionat per Namíbia Bernt Carlsson en un accident d'avió el desembre de 1988 (en la vigília del tractat d'independència), Ahtisaari fou nomenat Representant Especial de les Nacions Unides a Namíbia per al control de les Forces de pacificació de la nova República i esdevenint un clar referent pel manteniment de l'ordre i la seguretat.

### President de Finlàndia
En les eleccions presidencicals de 1993 a Finlàndia s'escollí per primera vegada per vot directe dels ciutadans el president de Finlàndia, sent escollit Ahtisaari en representació del Partit Social Demòcrata i derrotant, en segona ronda, a Elisabeth Rehn del Partit Popular Suec.
El seu mandat com a president començà amb un cisma en el si del Partit del Centre encapçalat pel primer ministre Esko Aho, que no aprovà la política exterior d'Ahtisaari. Viatjà sovint per Finlàndia i l'estranger, el que li atorgà gran popularitat entre la població. Ahtisaari aconseguí l'entrada del seu país a la Unió Europea, i en un referèndum realitzat l'any 1994 el 56% dels votants finlandesos es mostraren a favor de l'adhesió. Negocià, juntament amb Víktor Txernomirdin, la fi dels combats a Kosovo l'any 1999 instigats per Slobodan Milošević.
Sovint ensopegà amb la resistència del Parlament finlandès que preferia una política exterior més prudent. Fou succeït en el càrrec per Tarja Halonen, antiga Ministra de Relacions Exteriors, que es convertí en la primera dona president de Finlàndia.

### Carrera post-presidencial
El 2005 Ahtisaari finalitzà amb èxit les negociacions de pau entre el Moviment Aceh Lliure (GAM) i el Govern d'Indonèsia a través de la seva organització no governamental CMI. Les negociacions acabaren el 15 d'agost de 2005 amb un tractat sobre la retirada de les forces armades indonèsies alhora que el GAM reduí les seves pretensions independentistes.
El novembre de 2005 el Secretari General de l'ONU Kofi Annan nomenà Ahtisaari com a Enviat Especial per al procés de l'estatut de Kosovo, el qual determinaria si Kosovo hauria de ser independent o seguir sent una província de Sèrbia (des de la Guerra de Kosovo de 1999 aquest territori estava administrat per les Nacions Unides). A principis de 2006 obrí l'Oficina de l'Enviat Especial per a Kosovo (UNOSEK) a Viena (Àustria), des d'on dirigí les negociacions sobre l'estatut de Kosovo.
L'octubre de 2008 fou guardonat amb el Premi Nobel de la Pau "pels seus importants esforços en diversos continents i durant més de tres dècades per resoldre conflictes internacionals".

## Crítiques
L'intel·lectual i professor d'història finlandès Juha Sihvola, que considera que la Guerra d'Iraq no estava justificada, va criticar les conclusions d'Ahtisaari sobre la moralitat de la guerra dient que ells estaven "atònits".

## Premis
- 2000: J. William Fulbright Prize for International Understanding
- 2000: Premi Four Freedoms
- 2000: Premi Hessen Peace
- 2004: OR Tambo Award
- 2008: Delta Prize for Global Understanding
- 2008: Premi Félix Houphouët-Boigny
- 2008: Premi Nobel de la Pau